# Corvin-negyed (stanice metra v Budapešti)
Corvin-negyed (do roku 2011 Ferenc körút) je stanice budapešťského metra na lince M3, která leží na jižním okraji centra Budapešti. Stanice byla otevřena roku 1976. Stanice je ražená, uložená 26,97 metrů pod povrchem.
Stanice leží na významné Budapešťské třídě Nagykörút. V místě je umožněn přestup na linky tramvají č. 4 a 6.